# سنپای و کوهای

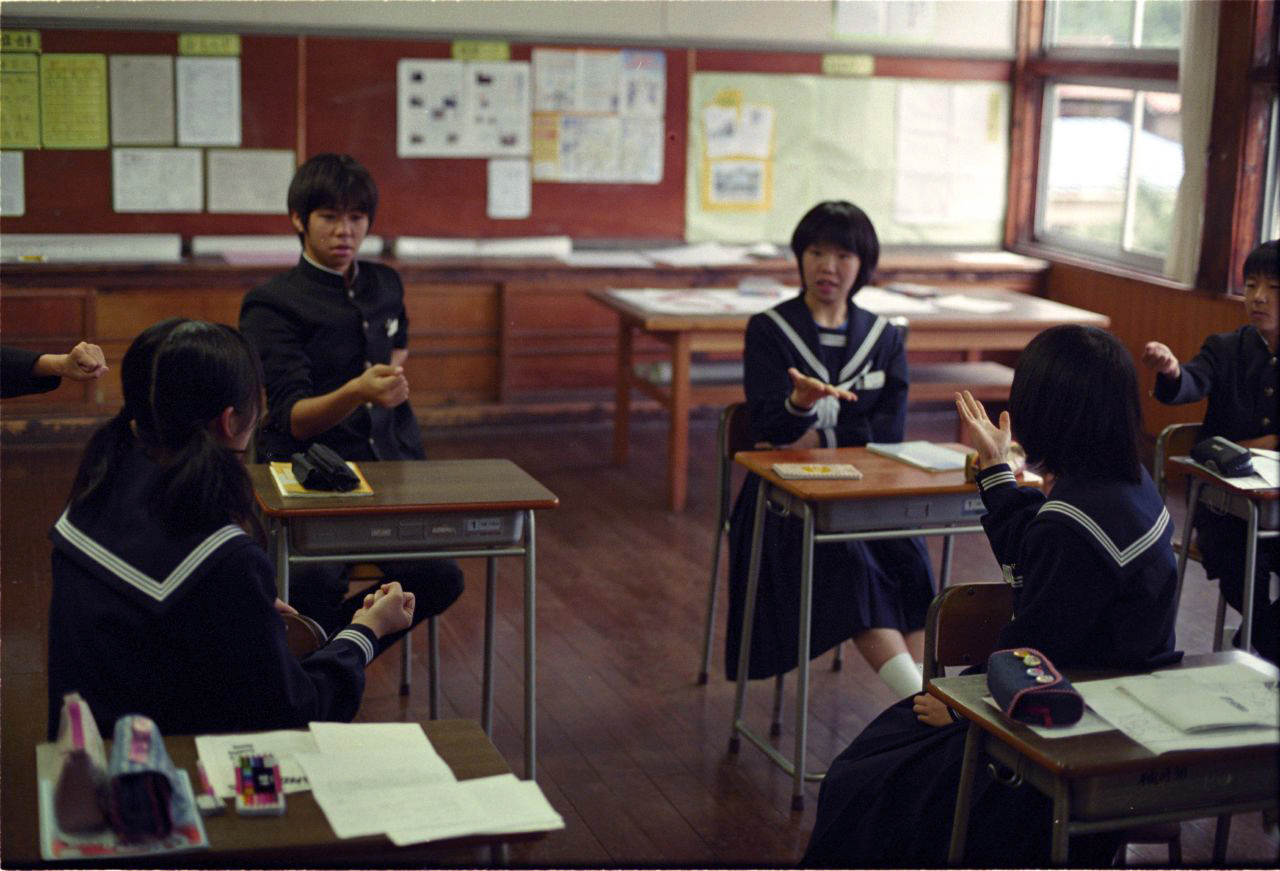
در مدارس ژاپن رابطه سنپای-کوهای از سنین پایین به عنوان بخشی جدایی ناپذیر از زندگی روزمره دانش آموزان است.

در ژاپن، اصطلاحات سنپای (به انگلیسی: Senpai) (先輩, به معنای «ارشد» یا «برتر») و کوهای (به انگلیسی: kōhai) (後輩, به معنای «مبتدی»، «جوان» یا «تازه‌وارد») نشان دهنده یک رابطه غیررسمی بین افراد در سازمان‌ها، انجمن‌ها، باشگاه‌ها، مشاغل و مدارس است. این اصطلاحات ریشه در آموزش کنفسیوس‌گرایی دارد اما سبک ژاپنی خودش را گرفته و در نهایت بخشی از فرهنگ ژاپنی شده‌است.

## مفهوم
این رابطه یک رابطه متقابل است، زیرا سنپای به کوهای نیاز دارد و بالعکس،  سنپای به عضوی با تجربه، دارای سطح بالا یا سن بالاتر در سازمان اشاره دارد که به یک عضو جدید یا بی‌تجربه، معروف به کوهای، کمک، دوستی و مشاوره ارائه می‌کند، کوهای باید قدردانی، احترام و گاهی وفاداری شخصی خود را نشان دهد. کوهای به سابقه و تجربه سنپای احترام می‌گذارد. همچنین سنپای می‌تواند مانند یک دوست با کوهای رفتار کند.
این رابطه در آموزه‌های کنفسیوس‌گرایی و اخلاقی که از چین باستان به ژاپن رسیده ریشه دارد و در جنبه‌های مختلف فلسفه ژاپن نیز گسترش یافته‌است.
با گذشت زمان، این رابطه امکان انتقال تجربه و دانش و همچنین گسترش آشنایان را فراهم کرد. دو فرد سنپای و کوهای تجربیات مفید خود را به همدیگر منتقل می‌کنند و کوهای از دانش سنپای سود می‌برد و سنپای از طریق ایجاد احساس مسئولیت، تجربیات جدیدی را از کوهای می‌آموزد. این رابطه به معنای دوستی نیست و انتظار نمی‌رود که یک سنپای و کوهای حتماً با هم دوست شوند.

## رواج

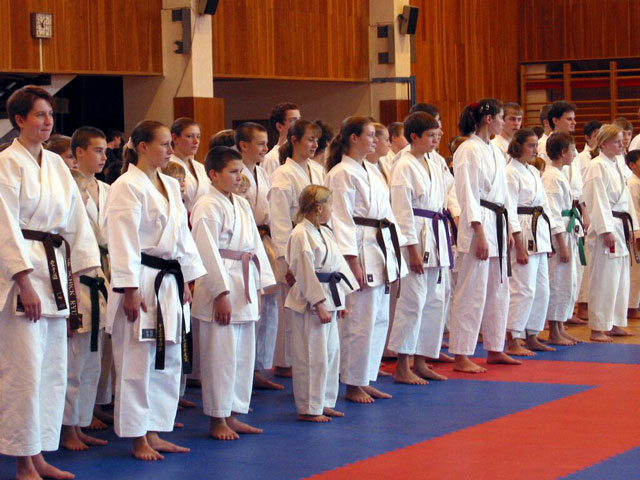
در سطح بین‌المللی، رابطه سنپای-کوهای از طریق هنرهای رزمی گسترش یافته که در آن اعضای سطوح مختلف کیو و دان بر اساس رنگ کمربند طبقه‌بندی می‌شوند.

یکی از مکان‌هایی که رابطه سنپای-کوهای تا حد زیادی در ژاپن کاربرد دارد، مدارس است. به عنوان مثال، در دبیرستان‌های راهنمایی و دبیرستان (به ویژه در کلوب‌های مدرسه) دانش آموزان سال سوم (که مسن‌ترین هستند) قدرت زیادی به عنوان سنپای دارند. در کلوب‌های ورزشی مدارس، کوهای تازه‌وارد مجبورند کارهای ساده و ابتدایی مانند جمع‌آوری توپ، تمیز کردن زمین‌های بازی، مراقبت از تجهیزات و حتی شستن لباس‌های دانش‌آموزان بزرگ‌تر را انجام دهند. همچنین آنها باید هنگام تبریک، به سنپای خود تعظیم کنند یا به آنها سلام کنند،  و سنپای ممکن است کوهای را مجازات کند یا با آنها بد رفتاری کند.
دلیل اصلی این رفتارها این است که مردم ژاپن اعتقاد دارند که اعضای یک تیم تنها در صورتی می‌توانند به بازیکنان خوبی تبدیل شوند که مطیع و پیرو از دستورات مربی یا کاپیتان خود باشند و در نتیجه در آینده تبدیل به یک شهروند متواضع، مسئولیت پذیر و یاری کننده در تیم می‌شوند. روابط در مدارس ژاپن نیز تأکید بیشتری بر سن دارد تا توانایی‌های دانش آموزان. قواعد برتری بین سنپای و کوهای مشابه رابطه بین معلم و دانش آموز است که در آن باید به سن و تجربه معلم احترام گذاشت و هرگز آن را زیر سؤال نبرد.
رابطه سنپای-کوهای در دانشگاه‌های ژاپنی ضعیف تر است، زیرا دانشجویان در سنین مختلف در کلاس‌های مشترک شرکت می‌کنند. در خارج از ژاپن، رابطه سنپای-کوهای اغلب در آموزش هنرهای رزمی ژاپنی یافت می‌شود،

## مشکلات
علیرغم ریشه‌های عمیق رابطه سنپای-کوهای در جامعه ژاپن، از اواخر قرن بیستم به دلیل تغییرات در سازمان‌های دانشگاهی و تجاری، کوهای‌ها دیگر آنقدر به تجربه سنپای خود احترام نمی‌گذارند، این رابطه سطحی تر شده و عامل سن، در حال از دست دادن اهمیت خود است.
فروپاشی حباب اقتصادی در اوایل دهه ۱۹۹۰ باعث سطح بالایی از بیکاری، از جمله اخراج کارمندان عالی‌رتبه شد. از آن زمان شرکت‌ها برای نخستین بار شروع به در نظر گرفتن مهارت‌های کارکنان به جای سن یا مدت خدمت در شرکت کردند، به همین دلیل بسیاری از کارمندان با سابقه طولانی موقعیت خود را به دلیل ناتوانی در برآورده کردن انتظارات از دست دادند. به تدریج بسیاری از شرکت‌ها مجبور به تغییر ساختار سیستم‌های ارتقاء و حقوق خود شدند و بنابراین، مقام سنپای تا حدی تأثیر خود را در جامعه ژاپن از دست داده‌است.